# Пурпурові серця (фільм, 1984)
Пурпурові серця (англ. Purple Hearts) — американський фільм 1984 року.

## Сюжет
Двадцятидев'ятирічного сержанта Дона Хардіана призивають в армію у В'єтнам. Молодого хірурга ніхто не підготував до того жаху, який йому належить побачити на війні. Його чекають важкі випробування, небезпечні вилазки, страшні смерті друзів-солдатів. Чи впорається він з усім цим? Чи зможе залишитися великодушною і чуйною людиною, таким, яким він і був в мирному житті? Чи збереже любов, знайдену в цій чужій для нього країні?

## У ролях
- Кен Вол — Дон Гардіан
- Шеріл Ледд — Дебора Соломон
- Стівен Лі — чарівник
- Енні МакЕнро — Голловей
- Пол МакКрейн — Бреннер
- Сіріл О'Райллі — Зума
- Девід Гарріс — Гейнс
- Гілларі Бейлі Сміт — Джил
- Р. Лі Ермі — Ганні
- Дрю Снайдер — підполковник Лераймор
- Лейн Сміт — командер Маркел
- Джеймс Вітмор мол. — Бвана